# Colleen Hoover
Pour les articles homonymes, voir Hoover.
 (mai 2021).
La mise en forme du texte ne suit pas les recommandations de Wikipédia : il faut le « wikifier ».
Les points d'amélioration suivants sont les cas les plus fréquents. Le détail des points à revoir est peut-être précisé sur la page de discussion.
- Les titres sont pré-formatés par le logiciel. Ils ne sont ni en capitales, ni en gras.
- Le texte ne doit pas être écrit en capitales (les noms de famille non plus), ni en gras, ni en italique, ni en « petit »…
- Le gras n'est utilisé que pour surligner le titre de l'article dans l'introduction, une seule fois.
- L'italique est rarement utilisé : mots en langue étrangère, titres d'œuvres, noms de bateaux, etc.
- Les citations ne sont pas en italique mais en corps de texte normal. Elles sont entourées par des guillemets français : « et ».
- Les listes à puces sont à éviter, des paragraphes rédigés étant largement préférés. Les tableaux sont à réserver à la présentation de données structurées (résultats, etc.).
- Les appels de note de bas de page (petits chiffres en exposant, introduits par l'outil «  Source ») sont à placer entre la fin de phrase et le point final[comme ça].
- Les liens internes (vers d'autres articles de Wikipédia) sont à choisir avec parcimonie. Créez des liens vers des articles approfondissant le sujet. Les termes génériques sans rapport avec le sujet sont à éviter, ainsi que les répétitions de liens vers un même terme.
- Les liens externes sont à placer uniquement dans une section « Liens externes », à la fin de l'article. Ces liens sont à choisir avec parcimonie suivant les règles définies. Si un lien sert de source à l'article, son insertion dans le texte est à faire par les notes de bas de page.
- La présentation des références doit suivre les conventions bibliographiques. Il est recommandé d'utiliser les modèles {{Ouvrage}}, {{Chapitre}}, {{Article}}, {{Lien web}} et/ou {{Bibliographie}}. Le mode d'édition visuel peut mettre en forme automatiquement les références.
- Insérer une infobox (cadre d'informations à droite) n'est pas obligatoire pour parachever la mise en page.

Pour une aide détaillée, merci de consulter Aide:Wikification.
Si vous pensez que ces points ont été résolus, vous pouvez retirer ce bandeau et améliorer la mise en forme d'un autre article.
Colleen Hoover (née Margaret Colleen Fenell, le 11 décembre 1979) est une romancière américaine qui écrit principalement des romans appartenant au genre de la romance et du young adult. Nombre de ses œuvres ont été auto-publiées avant qu'elle ne se fasse remarquer par des maisons d'édition. Notamment connue pour ses romans Jamais Plus, too late ou coeur et âme Colleen Hoover avait vendu, en 2022, approximativement 22 millions de livres. Elle a été nommée parmi les 100 personnes les plus influentes au monde par le magazine Times, en 2023.

## Jeunesse et vie personnelle
Colleen Hoover est née le 11 décembre 1979 à Sulphur Springs au Texas. Elle est la fille de Vannoy Fite et Eddie Fenelle. Elle grandit à Saltillo, Texas, et obtient son baccalauréat au Saltillo High School, en 1998. Elle épouse Heath Hoover en 2000, avec qui elle a aujourd'hui trois fils. C'est sa mère qui l'encourage à écrire. Elle obtient un diplôme de Travail social à l'université Texas A&M Commerce.

## Carrière d'écrivaine
En novembre 2011, elle commence à écrire son premier roman, Indécent, sans penser qu'il puisse être publié un jour. Elle est inspirée par les paroles d'une chanson des The Avett Brothers, «Head Full of Doubt/Road Full of Promise», dont elle incorpore des extraits des paroles tout du long du roman. Quelques mois après la sortie du roman en auto-édition, sur la plateforme Amazon Direct Kindle Publishing, une blogueuse littéraire célèbre, Maryse Black, en fait une critique très élogieuse, ce qui lance les ventes. Le roman et sa suite, Point of Retreat, se retrouvent subitement dans la New York Times Best Seller list. En voyant le succès d'Indécent, Colleen Hoover quitte son métier de travailleuse sociale pour devenir écrivaine à temps plein.
Son roman Hopeless est auto-publié en décembre 2012. Racontant la vie d'une jeune fille qui a suivi l'école à la maison durant le primaire et le collège avant d'intégrer un lycée public, il se hisse à la première place de la liste des ventes du New York Times le 20 janvier 2013, et y reste pendant trois semaines. Il s'agit du premier roman auto-édité qui ait atteint ce classement.
Un roman dans le même univers mais centré sur d'autres personnages, Losing Hope, suit en juillet 2013.
Le roman Confess est adapté en 2017 en une série de sept épisodes avec les acteurs Katie Leclerc et Ryan Cooper dans le rôle des personnages principaux.
Jamais plus (It Ends With Us), paru en 2016 (en 2017 pour la traduction française), aborde les violences conjugales. C'est le plus grand succès de Colleen Hoover. Une adaptation cinématographique a été réalisée par Sony Pictures et Wayfarer Studios. Sa sortie est prévue pour février 2024. Malgré l'immense engouement autour de ce roman, Hoover est critiquée pour avoir normalisé voire idéalisé les violences domestiques. La suite de Jamais Plus, intitulée It Starts with Us — traduit en français sous le titre À tout jamais — s'est vendu à plus de 809 000 exemplaires dès la première semaine de sa sortie, en 2022, ce qui en fait le livre vendu le plus rapidement de l'histoire de la maison d'édition Simon & Schuster.
En 2022, six des livres de Colleen Hoover font partie de la liste des 10 livres les plus vendus de l'année du New York Times. Il s'agit de Jamais plus à la première place, Verity pour la deuxième place, À tout jamais en quatrième, Ugly Love à la cinquième place, Reminders Of Him à la septième place et November 9 à la neuvième place du classement. La romancière vend cette année-là plus de livres que d'autres auteurs très célèbres comme Stephen King par exemple, avec environ 12,5 millions de livres vendus. Elle a été mentionnée dans la liste des 100 personnes les plus influentes du monde par le magazine Time en 2023. Ce succès peut en partie s'expliquer par l'engouement que ses livres rencontrent sur la plateforme TikTok.
Colleen Hoover a publié 27 romans et novellas, dont sept ont grimpé dans la liste des livres les mieux vendus dressée par le New York Times.
En septembre 2024, Paramount Pictures obtient les droits du roman Regretting You pour une adaptation cinématographique. L'adaptation sera réalisée par Josh Boone, avec Allison Williams, Dave Franco ou Mckenna Grace dans les rôles principaux et est prévue pour une sortie le 29 octobre 2025. En octobre 2024, Universal Pictures décroche les droits du roman Reminders of Him pour une adaptation cinématographique et prévoit une sortie aux États-Unis pour le 13 février 2026 et en France pour le 11 février 2026. Colleen Hoover et Lauren Levine ont écrit le scénario et sont à la production du film via l'entreprise Heartbones Entertainment.

## Œuvres

### SérieHopeless
1. Hopeless, Fleuve éditions, 2014 ((en) Hopeless, 2012), trad. Maud Desurvire, 512 p.  (ISBN 978-2-265-09834-3)
2. Losing Hope, Pocket jeunesse, 2017 ((en) Losing Hope, 2013), trad. Maud Desurvire, 410 p.  (ISBN 978-2-266-27241-4)
3. Finding Cinderella, Pocket jeunesse, 2017 ((en) Finding Cinderella, 2013), trad. Maud Desurvire, 220 p.  (ISBN 978-2-266-27242-1)
4. (en) Finding Perfect, 2019

### SérieSlammed
1. Indécent, J'ai lu, 2014 ((en) Slammed, 2012), trad. Cécile Tasson, 281 p.  (ISBN 978-2-290-07820-4)Réédition sous le titre Sans regret, J'ai lu, 2023
2. Incandescent, J'ai lu, 2015 ((en) Point of Retreat, 2012), trad. Cécile Tasson, 285 p.  (ISBN 978-2-290-07821-1)Réédition sous le titre Pour toi, J'ai lu, 2023
3. Éblouissant, J'ai lu, 2016 ((en) This Girl, 2013), trad. Cécile Tasson, 316 p.  (ISBN 978-2-290-11909-9)Réédition sous le titre Entre nous, J'ai lu, 2024

### SérieMaybe
1. Maybe Someday, Hugo & Cie, 2015 ((en) Maybe Someday, 2014), trad. Pauline Vidal, 391 p.  (ISBN 978-2-7556-1842-6)
2. Maybe not, Hugo & Cie, 2016 ((en) Maybe Not, 2015), trad. Pauline Vidal, 149 p.  (ISBN 978-2-7556-2325-3)
3. Maybe now, Hugo & Cie, 2019 ((en) Maybe Now, 2018), trad. Pauline Vidal, 359 p.  (ISBN 978-2-7556-4745-7)

### SérieNever Never
Colleen Hoover a écrit cette trilogie en duo avec l'écrivaine Tarryn Fisher.
1. Never Never Saison 1, Hugo & Cie, 2016 ((en) Never Never Part 1, 2015), trad. Pauline Vidal, 197 p.  (ISBN 978-2-7556-2344-4)
2. Never Never Saison 2, Hugo & Cie, 2016 ((en) Never Never Part 2, 2015), trad. Pauline Vidal, 150 p.  (ISBN 978-2-7556-2345-1)
3. Never Never Saison 3, Hugo & Cie, 2017 ((en) Never Never Part 3, 2016), trad. Pauline Vidal, 134 p.  (ISBN 978-2-7556-2346-8)

- (en) Never Never, 2023Écrit avec Tarryn Fisher (en).

### SérieJamais plus
1. Jamais plus, Hugo & Cie, 2017 ((en) It Ends with Us, 2016), trad. Pauline Vidal, 407 p.  (ISBN 978-2-7556-3321-4)
2. À tout jamais, Hugo & Cie, 2023 ((en) It Starts with Us (en), 2022), trad. Pauline Vidal, 249 p.  (ISBN 978-2-7556-6345-7)

### Romans indépendants
- Ugly Love, Hugo & Cie, 2015 ((en) Ugly Love, 2014), trad. Pauline Vidal, 328 p.  (ISBN 978-2-7556-2241-6)
- Confess, Hugo & Cie, 2016 ((en) Confess, 2015), trad. Pauline Vidal, 347 p.  (ISBN 978-2-7556-2319-2)
- November 9, Hugo & Cie, 2017 ((en) November 9, 2015), trad. Pauline Vidal, 352 p.  (ISBN 978-2-7556-3474-7)
- Too Late, Hugo & Cie, 2018 ((en) Too Late, 2016), trad. Pauline Vidal, 472 p.  (ISBN 978-2-7556-3762-5)
- À première vue, Hugo & Cie, 2018 ((en) Without Merit, 2017), trad. Pauline Vidal, 353 p.  (ISBN 978-2-7556-3982-7)
- Un bonheur imparfait, Hugo & Cie, 2019 ((en) All Your Perfects (en), 2018), trad. Pauline Vidal, 331 p.  (ISBN 978-2-7556-4341-1)
- Verity, Hugo & Cie, 2020 ((en) Verity, 2018), trad. Pauline Vidal, 330 p.  (ISBN 978-2-7556-4819-5)
- Regretting You, Hugo & Cie, 2021 ((en) Regretting You, 2019), trad. Pauline Vidal, 381 p.  (ISBN 978-2-7556-8622-7)
- Cœurs et âmes, Hugo & Cie, 2022 ((en) Heart Bones, 2020), trad. Pauline Vidal  (ISBN 978-2-7556-9344-7)
- Layla, Hugo & Cie, 2021 ((en) Layla, 2020), trad. Pauline Vidal, 303 p.  (ISBN 978-2-7556-9273-0)
- (en) Reminders of Him, 2022

## Récompenses
| Année | Prix                         | Œuvre         | Catégorie                  | Résultat | Source |
| ----- | ---------------------------- | ------------- | -------------------------- | -------- | ------ |
| 2012  | Goodreads Choice Awards      | Indécent      | Fiction Young Adult        | Nommée   | [ 11 ] |
| 2013  | Goodreads Choice Awards      | Losing Hope   | Romance                    | Nommée   | [ 12 ] |
| 2013  | Goodreads Choice Awards      | Éblouissant   | Romance                    | Nommée   | [ 12 ] |
| 2014  | UtopYA Con Awards            | Maybe Someday | Marketing le plus innovant | Gagnée   | [ 13 ] |
| 2015  | Goodreads Choice Awards      | Confess       | Romance                    | Gagnée   | [ 14 ] |
| 2016  | Goodreads Choice Awards      | Jamais Plus   | Romance                    | Gagnée   | [ 15 ] |
| 2017  | Meilleure Auteur New Romance |               | New Romance                | Gagnée   |        |

En 2023, Colleen Hoover fut élue par le magazine The Times dans le top 100 des personnes les plus influentes. 24 de ses livres ont fait l’objet de plus de 20 millions d’exemplaires.

## Adaptation à l'écran
- 2024 : Jamais plus, réalisé par Justin Baldoni, adaptation du roman Jamais plus (It Ends with Us).
- 2025 : Regretting You, réalisé par Josh Boone, adaptation du roman du même titre.
- 2026 : Reminders of Him, réalisé par Vanessa Caswill, adaptation du roman du même nom.